# Probostwo farne w Poznaniu
Probostwo farne w Poznaniu – budynek probostwa kościoła farnego w Poznaniu zlokalizowany przy ulicy Klasztornej 11 (wschodnia pierzeja, elewacja wschodnia wychodzi na Plac Kolegiacki).

## Historia
Budynek probostwa stoi w niezmienionym miejscu od czasów budowy nieistniejącej obecnie kolegiaty św. Marii Magdaleny, której resztki ostatecznie rozebrano w 1802. Obecny obiekt powstał z ujednolicenia elewacji trzech wcześniejszych (XV-XVI-wiecznych) budynków w latach 1753-1759. Po tej przebudowie budynek popadał w zaniedbanie w końcu XVIII wieku był już w złym stanie technicznym. Pierwszego remontu dokonano w 1833, a kolejnych w latach: 1853-1854, 1896-1897 i w 1902. Podczas ostatniego z tych remontów najprawdopodobniej wykonano portal w stylu neobarokowym od strony ulicy Klasztornej. W 1910 na narożniku południowo-zachodnim posadowiono rzeźbę Matki Bożej w stylu gotyckim. Rzeźba ta została przeniesiona z kamienicy przy ul. Klasztornej 9 (odkupiono ją od właścicielki po tym, jak inny kupiec zaproponował zakup i wywiezienie rzeźby do Norymbergi).
W trakcie bitwy o Poznań w 1945 budynek został poważnie uszkodzony. Odbudowano go w latach 1946-1947. Projektantem odbudowy był Rościsław Kapliński. 
Wnętrza obiektu zawierają elementy pierwotne: gotyckie mury obwodowe oraz sklepienia krzyżowe i sieciowe.